# RT Голубя
RT Голубя (лат. RT Columbae) — одиночная переменная звезда в созвездии Голубя на расстоянии приблизительно 6213 световых лет (около 1905 парсек) от Солнца. Звёздная величина диапазона B звезды — от +13,5m до +12,4m.
Открыта Куно Хофмейстером в 1942 году*.

## Характеристики
RT Голубя — белая пульсирующая переменная звезда типа RR Лиры (RRAB) спектрального класса A2II. Радиус — около 6,3 солнечного, светимость — около 55,022 солнечной. Эффективная температура — около 7163 K.